# Discografia de Jason Derulo
A discografia de Jason Derulo, um cantor e compositor americano, consiste de cinco álbuns de estúdio, dois álbuns de compilação, um extended play (EP), 25 singles como artista principal e 22 vídeos musicais. Antes de Derulo estabelecer-se como um artista a solo, ele escreveu músicas para muitos artistas, incluindo Lil Wayne, Pitbull, Pleasure P e Cassie. Também compôs "Bossy" para o rapper Birdman e fez uma aparição nesta canção, que destacou a sua capacidade como vocalista.
Depois de assinar com a gravadora Beluga Heights, Derulo lançou seu primeiro single, "Whatcha Say", em maio de 2009. A obra alcançou o número um da tabela musical Billboard Hot 100 e recebeu a certificação de platina tripla pela Recording Industry Association of America (RIAA). A canção foi o primeiro single do seu  auto-intitulado álbum de estreia, que foi distribuído em março de 2010 e atingiu o número onze da lista americana Billboard 200. "In My Head" e "Ridin' Solo" foram disponibilizadas como as duas faixas de promoção seguintes do projeto, respectivamente. Ambas as faixas ficaram entre as melhores dez posições em vários países e receberam as certificações de ouro e platina na Austrália, no Canadá, na Nova Zelândia e nos Estados Unidos.
O segundo trabalho de estúdio do artista, Future History, foi lançado em 27 de setembro de 2011. Vendendo treze mil unidades em sua primeira semana, seu pico na Billboard 200 foi no número 29 e se posicionou entre as dez melhores colocações em três países, incluindo o Reino Unido. Future History teve um desempenho relativamente baixo em relação ao primeiro álbum de estúdio de Jason, recebendo um único certificado, o de disco de ouro na Austrália. O primeiro single do conjunto de composições, "Don't Wanna Go Home", foi comercializado em 20 de maio e estreou no primeiro lugar da UK Singles Chart, atingindo a mesma posição na Escócia e ficando entre as cinco primeiras na Austrália. A segunda música de divulgação de Future History, "It Girl", também ficou nas cinco melhores canções da Austrália, tendo mais tarde recebido o certificado de dupla platina. "Breathing", o terceiro single, teve um desempenho fraco nas Américas. No entanto, atingiu a nona posição na Austrália. Antes de ainda não ter sido lançada oficialmente, "Fight for You", o quarto single de Future History, estreou e teve o seu pico no número 83 nos Estados Unidos. O quinto e último single do álbum, "Undefeated", incluído na edição platinum de Future History, alcançou o número quatorze na Austrália.
Em abril de 2013, Derulo lançou "The Other Side", o primeiro single do seu terceiro álbum de estúdio. Com esta canção, o artista conseguiu retornar às cinco melhores posições no Canadá pela primeira vez desde 2009, atingido o número 17 nos EUA, assim como as cinco melhores posições na Austrália e Reino Unido. Tattoos, o seu terceiro álbum de estúdio, teve um desempenho comercial bem menor que os seus antecessores, vendendo cópias insuficientes para entrar na tabela dos EUA. "Talk Dirty", uma colaboração com 2 Chainz, foi lançada como o segundo single de Tattoos em agosto de 2013. "Talk Dirty" tornou-se no segundo número de um de Derulo na Austrália, onde recebeu o certificado de tripla platina, e o seu terceiro número um no Reino Unido. "Marry Me", o terceiro single, foi lançado pouco tempo após "Talk Dirty", alcançando um sucesso moderado.

## Álbuns

### Álbuns de estúdio
| Álbum                                                                                       | Detalhes do álbum | Posições nas tabelas musicais | Posições nas tabelas musicais | Posições nas tabelas musicais | Posições nas tabelas musicais | Posições nas tabelas musicais | Posições nas tabelas musicais | Posições nas tabelas musicais | Posições nas tabelas musicais | Posições nas tabelas musicais | Posições nas tabelas musicais | Vendas                                                             | Certificação                                                   |  |
| Álbum                                                                                       | Detalhes do álbum | EUA                           | AUS                           | CAN                           | ALE                           | IRL                           | HOL                           | NZL                           | SUE                           | SUI                           | GRB                           | Vendas                                                             | Certificação                                                   |  |
| ------------------------------------------------------------------------------------------- | --- | ----------------------------- | ----------------------------- | ----------------------------- | ----------------------------- | ----------------------------- | ----------------------------- | ----------------------------- | ----------------------------- | ----------------------------- | ----------------------------- | ------------------------------------------------------------------ | -------------------------------------------------------------- |  |
| Jason Derülo                                                                                | - Lançamento: 26 de fevereiro de 2010 - Editora: Beluga Heights, Warner Bros. Records - Formatos: CD, download digital  | 11                            | 4                             | 9                             | 49                            | 10                            | 30                            | 5                             | 59                            | 13                            | 8                             | - : 1 milhão - : 300 mil - : 70 mil - : 40 mil - : 40 mil - : 7500 | - : Platina - : Platina - : Platina - : Ouro - : Ouro - : Ouro |  |
| Future History                                                                              | - Lançamento: 27 de setembro de 2011 - Gravadora: Beluga Heights, Warner Bros. Records - Formatos: CD, download digital | 29                            | 9                             | 54                            | 32                            | 18                            | 62                            | 6                             | —                             | 20                            | 7                             | - ̈̈: 100 mil - : 74 mil - : 35 mil                                  | - : Ouro - ̈: Ouro - : Ouro                                     |  |
| Tattoos                                                                                     | - Lançamento: 23 de Setembro de 2013 - Gravadora: Warner Bros. Records - Formats: CD, download digital                  | —                             | 5                             | —                             | 25                            | 14                            | 46                            | 10                            | —                             | 13                            | 5                             | - : 100 mil - : 35 mil - : 30 mil                                  | - : Ouro - : Ouro - : Ouro                                     |  |
| Everything Is 4                                                                             | - Lançamento: 2 de Junho de 2015 - Gravadora: Warner Bros. Records - Formats: CD, download digital                      | 4                             | 12                            | 10                            | 23                            | 30                            | 31                            | 20                            | 3                             | 13                            | 16                            | - : 500 mil - : 80 mil                                             | - : Ouro - : Platina                                           |  |
| Nu King                                                                                     | - Lançamento: 16 de Fevereiro de 2024 - Gravadora: Derulo, Inc.                                                         | 82                            | —                             | 58                            | —                             | —                             | —                             | —                             | —                             | 93                            | 69                            | - : 500 mil - : 80 mil - : 37,2 mil                                | - : Ouro - : Platina - : Platina                               |  |
| "—" denota itens que não foram lançados no território ou não entraram nas tabelas musicais. | |                               |                               |                               |                               |                               |                               |                               |                               |                               |                               |                                                                    |                                                                |  |

### Álbuns deremixes
| Álbum    | Detalhes do álbum |
| -------- | --- |
| Reloaded | - Lançamento: 16 de dezembro de 2011 - Gravadoras: Beluga Heights, Warner Bros. Records - Formato(s): CD, download digital |

### Extended plays
| Álbum                           | Detalhes do álbum |
| ------------------------------- | --- |
| Jason Derülo Special Edition EP | - Lançamento: 1 de julho de 2011 - Gravadoras: Beluga Heights, Warner Bros. Records - Formato(s): CD, download digital |

## Singles

### Como artista principal
| Ano                                                                                | Canção                                                   | Posições nas tabelas musicais | Posições nas tabelas musicais | Posições nas tabelas musicais | Posições nas tabelas musicais | Posições nas tabelas musicais | Posições nas tabelas musicais | Posições nas tabelas musicais | Posições nas tabelas musicais | Posições nas tabelas musicais | Posições nas tabelas musicais | Posições nas tabelas musicais | Certificação                                                            | Álbum                               |
| Ano                                                                                | Canção                                                   | EUA                           | AUS                           | CAN                           | DIN                           | IRL                           | NLD                           | NZL                           | POR                           | SUE                           | SUI                           | UK                            | Certificação                                                            | Álbum                               |
| ---------------------------------------------------------------------------------- | -------------------------------------------------------- | ----------------------------- | ----------------------------- | ----------------------------- | ----------------------------- | ----------------------------- | ----------------------------- | ----------------------------- | ----------------------------- | ----------------------------- | ----------------------------- | ----------------------------- | ----------------------------------------------------------------------- | ----------------------------------- |
| 2009                                                                               | "Whatcha Say"                                            | 1                             | 5                             | 3                             | 7                             | 5                             | 12                            | 1                             | —                             | 4                             | 5                             | 3                             | - : 4× Platina - : 3× Platina - : 2× Platina - : 2× Platina             | Jason Derülo                        |
| 2009                                                                               | "In My Head"                                             | 5                             | 1                             | 2                             | 20                            | 3                             | 13                            | 2                             | —                             | 13                            | 20                            | 1                             | - : 7× Platina - : 2× Platina - : 2× Platina - : Platina - : Ouro       | Jason Derülo                        |
| 2010                                                                               | "Ridin' Solo"                                            | 9                             | 4                             | 19                            | —                             | 4                             | 15                            | 12                            | —                             | —                             | 45                            | 2                             | - : 2× Platina - : 3× Platina - : Platina - : Ouro                      | Jason Derülo                        |
| 2010                                                                               | "What If"                                                | 76                            | 32                            | —                             | —                             | 16                            | 18                            | 27                            | —                             | —                             | —                             | 12                            |                                                                         | Jason Derülo                        |
| 2010                                                                               | "The Sky's the Limit"                                    | —                             | 22                            | —                             | —                             | —                             | —                             | 31                            | —                             | —                             | —                             | 68                            |                                                                         | Jason Derülo                        |
| 2011                                                                               | "Don't Wanna Go Home"                                    | 14                            | 5                             | 8                             | 11                            | 8                             | 12                            | 17                            | —                             | 37                            | 18                            | 1                             | - : 5× Platina - : Platina - : Ouro - : Ouro - : Ouro                   | Future History                      |
| 2011                                                                               | "It Girl"                                                | 17                            | 3                             | 34                            | 23                            | 3                             | 19                            | 3                             | —                             | 35                            | 30                            | 4                             | - : 6× Platina - : Platina - : Ouro - : Ouro                            | Future History                      |
| 2011                                                                               | "Breathing"                                              | —                             | 9                             | —                             | 8                             | 19                            | 28                            | 28                            | —                             | —                             | —                             | 25                            | - : 2× Platina - : Ouro - : Ouro                                        | Future History                      |
| 2011                                                                               | "Fight for You"                                          | 83                            | 5                             | —                             | —                             | 23                            | —                             | —                             | —                             | —                             | —                             | 15                            | - : 2× Platina                                                          | Future History                      |
| 2012                                                                               | "Undefeated"                                             | 90                            | 14                            | —                             | —                             | 35                            | —                             | 26                            | —                             | —                             | —                             | —                             | - : Ouro                                                                | Future History                      |
| 2013                                                                               | "The Other Side"                                         | 18                            | 4                             | 38                            | 48                            | —                             | —                             | 28                            | —                             | —                             | 75                            | 2                             | - : 2× Platina - : Platina - : Ouro - : Ouro - : Prata                  | Tattoos                             |
| 2013                                                                               | "Talk Dirty" (com a participação de 2 Chainz)            | 3                             | 1                             | 6                             | 1                             | 2                             | 9                             | 2                             | —                             | 1                             | 4                             | 1                             | - : 3× Platina - : Platina - : Prata                                    | Tattoos                             |
| 2013                                                                               | "Marry Me"                                               | 40                            | 8                             | 38                            | —                             | —                             | —                             | 14                            | —                             | —                             | —                             | 52                            | - : Platina - : Ouro - : Platina                                        | Tattoos                             |
| 2013                                                                               | "Trumpets"                                               | 14                            | 1                             | 38                            | —                             | 5                             | —                             | 3                             | —                             | 25                            | 43                            | 4                             | - : 4× Platina - : Platina - : 2× Platina - : Platina - : Platina       | Tattoos                             |
| 2014                                                                               | "Stupid Love"                                            | —                             | 17                            | —                             | —                             | 95                            | —                             | —                             | —                             | —                             | —                             | 54                            | - : Ouro                                                                | Tattoos                             |
| 2014                                                                               | "Wiggle" (com a participação de Snoop Dogg)              | 5                             | 3                             | 14                            | —                             | 9                             | —                             | 9                             | —                             | 5                             | 8                             | 8                             | - : 2× Platina - : 2× Platina - : Ouro - : Ouro - : Ouro                | Tattoos                             |
| 2015                                                                               | "Want to Want Me"                                        | 5                             | 4                             | 5                             | —                             | 4                             | —                             | 3                             | 32                            | 13                            | 3                             | 1                             | - : 2× Platina - : Platina - : Platina - : Platina - : Platina - : Ouro | Everything Is 4                     |
| 2015                                                                               | "Cheyenne"                                               | 66                            | 25                            | 47                            | —                             | 85                            | —                             | —                             | —                             | —                             | —                             | —                             | - : Ouro                                                                | Everything Is 4                     |
| 2015                                                                               | "Try Me" (com a participação de Jennifer Lopez e Matoma) | —                             | —                             | —                             | —                             | —                             | —                             | —                             | —                             | 35                            | —                             | —                             |                                                                         | Everything Is 4                     |
| 2015                                                                               | Get Ugly                                                 | 52                            | 77                            | 65                            | —                             | 28                            | —                             | —                             | —                             | —                             | —                             | 12                            |                                                                         | Everything Is 4                     |
| 2016                                                                               | If It Ain't Love                                         | 67                            | 34                            | 37                            | 21                            | 35                            | 33                            | —                             | 67                            | 44                            | 58                            | 49                            |                                                                         | Single não incluído em nenhum álbum |
| 2016                                                                               | Kiss The Sky                                             | —                             | —                             | —                             | —                             | —                             | 31                            | —                             | —                             | —                             | —                             | 87                            |                                                                         | Platinum Hits                       |
| 2017                                                                               | Swalla (feat. Nicki Minaj e Ty Dolla ̩Sign)               | 41                            | 17                            | 20                            | 24                            | 10                            | 6                             | 7                             | 5                             | 8                             | 14                            | 6                             |                                                                         | (A anunciar)                        |
| "—" denota itens que não entraram nas tabelas ou não foram lançados no território. |                                                          |                               |                               |                               |                               |                               |                               |                               |                               |                               |                               |                               |                                                                         |                                     |

### Como artista convidado
| Ano  | Canção                                                                                             | Álbum                 |
| ---- | -------------------------------------------------------------------------------------------------- | --------------------- |
| 2010 | "Text" (Mann com participação de Jason Derulo)                                                     | Mann's World          |
| 2010 | "Take You Anywhere" (Shortyo com participação de Jason Derulo )                                    | Não incluído em álbum |
| 2011 | "Test Drive (Remix)" (Jin Akanishi com participação de Jason Derulo)                               | Não incluído em álbum |
| 2014 | "This Is How We Roll" (Remix) (Florida Georgia Line com participação de Jason Derulo e Luke Bryan) | Não incluído em álbum |
| 2015 | "Chingalinga" (Alyxx Dione com participação de Jason Derulo)                                       | Não incluído em álbum |
| 2015 | "Follow Me" (Hardwell com participação de Jason Derulo)                                            | United We Are         |
| 2015 | "Drive You Crazy" (Pitbull com participação de Jason Derulo e Juicy J)                             | Globalization         |

### Singlespromocionais
| Ano                                                                                | Canção                | Melhores posições nas tabelas | Álbum          |
| Ano                                                                                | Canção                | AUS                           | Álbum          |
| ---------------------------------------------------------------------------------- | --------------------- | ----------------------------- | -------------- |
| 2011                                                                               | "That's My Shhh"      | —                             | Future History |
| 2011                                                                               | "Make It Up as We Go" | —                             | Future History |
| 2011                                                                               | "Pick Up the Pieces"  | 37                            | Future History |
| "—" denota itens que não entraram nas tabelas ou não foram lançados no território. |                       |                               |                |

### Outras canções que entraram nas tabelas
| Ano  | Canção                                                      | Posições nas tabelas musicais | Álbum      |
| Ano  | Canção                                                      | GRB                           | Álbum      |
| ---- | ----------------------------------------------------------- | ----------------------------- | ---------- |
| 2010 | "Coming Home" (Pixie Lott com participação de Jason Derulo) | 51                            | Turn It Up |

## Aparições em álbuns
| Ano  | Canção                                                           | Álbum        |
| ---- | ---------------------------------------------------------------- | ------------ |
| 2007 | "Bossy" (Birdman com participação de Jason Derulo)               | 5 * Stunna   |
| 2007 | "My Life" (Pitbull com participação de Jason Derulo)             | The Boatlift |
| 2011 | "Together" (Demi Lovato com participação de Jason Derulo)        | Unbroken     |
|      | "Secret Love Song" (Little Mix com aprticipação de Jason Derulo) | Get Weird    |

## Vídeos musicais
| Ano  | Canção                | Director(es)                |
| ---- | --------------------- | --------------------------- |
| 2009 | "Whatcha Say"         | Bernard Gourley             |
| 2010 | "In My Head"          | Kai Crawford                |
| 2010 | "Text"                | Kevin Shulman               |
| 2010 | "Ridin' Solo"         | Scott Speer                 |
| 2010 | "What If"             | Ethan Lader                 |
| 2010 | "Overnight Celebrity" | Justin Baldoni              |
| 2010 | "The Sky's the Limit" |                             |
| 2011 | "Don't Wanna Go Home" | Rich Lee                    |
| 2011 | "It Girl"             | Colin Tiley                 |
| 2011 | "Breathing"           | Colin Tiley                 |
| 2011 | "Test Drive"          | N/A                         |
| 2011 | "Fight for You"       | Colin Tilley                |
| 2013 | "The Other Side"      | Colin Tilley                |
| 2013 | "Talk Dirty"          | Colin Tilley                |
| 2013 | "Marry Me"            | Hannah Lux Davis            |
| 2013 | "Trumpets"            | Collin Tilley, Jason Derulo |
| 2014 | "Stupid Love"         | Gil Green                   |
| 2014 | "Wiggle"              | Colin Tilley                |
| 2015 | "Want to Want Me"     | Colin Tilley                |
| 2015 | "Cheyenne"            | Syndrome                    |